# Berberis karkaralensis
Berberis karkaralensis är en berberisväxtart som beskrevs av Kornilova och Potopov. Berberis karkaralensis ingår i släktet berberisar, och familjen berberisväxter. Inga underarter finns listade i Catalogue of Life.